# صراع كيفو

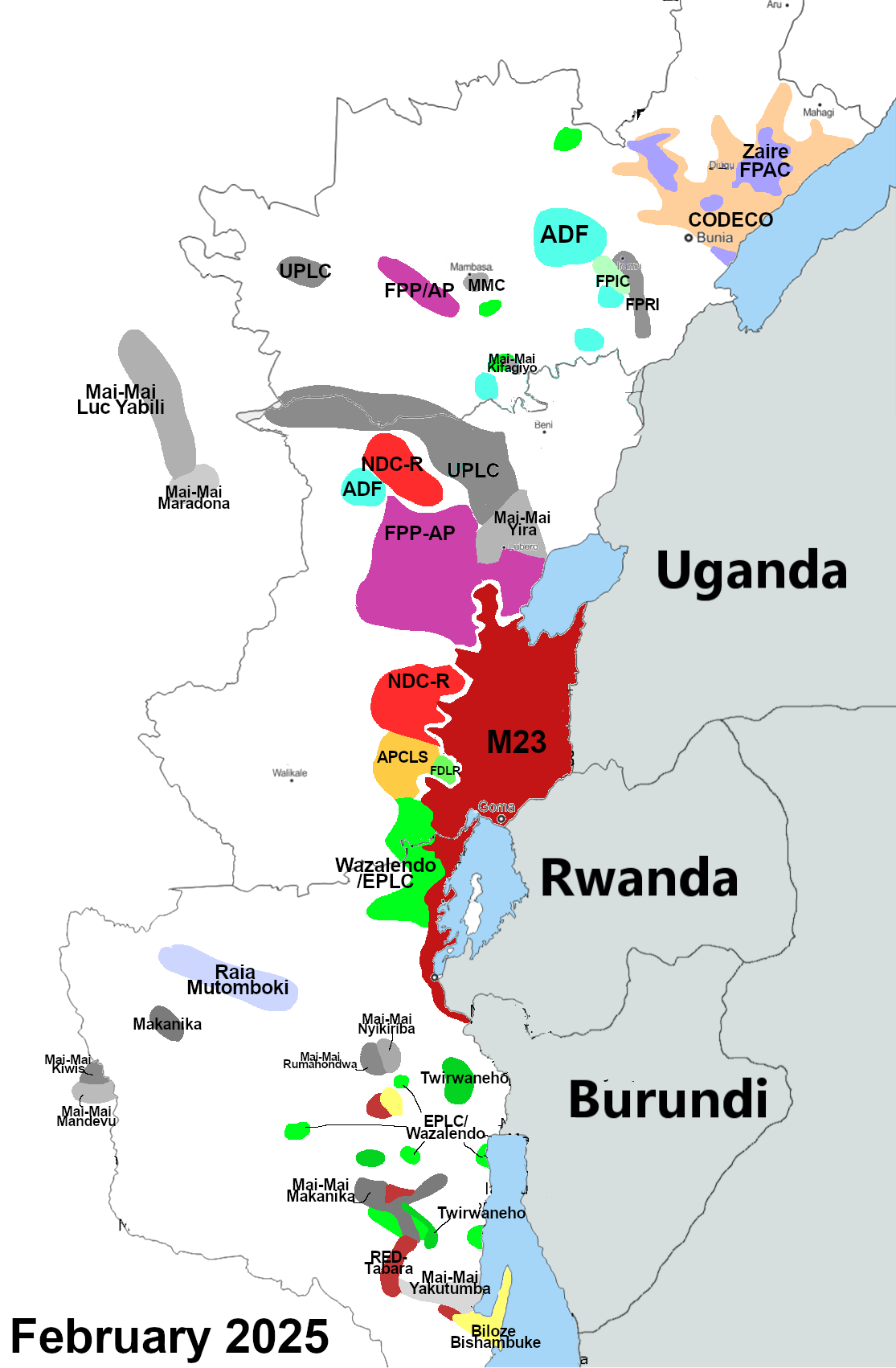
خريطة الصراع في كيفو. استنادًا إلى خريطة Kivu Security

صراع كيفو هو نزاع مسلح بدأ في عام 2004 في شرق الكونغو بين الجيش الكونغولي وجماعة الهوتو التابعة لالقوات الديمقراطية لتحرير رواندا. تلعب بعثة منظمة الأمم المتحدة لتحقيق الاستقرار في جمهورية الكونغو الديمقراطية دور مهم في الصراع، حيث تقدر قوة البعثة ب 21 ألف جندي وهي بذلك أكبر مهمة لحفظ السلام حالياً. لقي 93 جندي من قوات حفظ السلام مصرعهم خلال الصراع منهم 15 قتلوا من قبل حركة القوات الديمقراطية المتحالفة الإسلامية في ديسمبر 2017.